# Steenbeemden
Steenbeemden is een natuurgebied dat gelegen is in de tot de Antwerpse gemeente Nijlen behorende plaats Kessel.
Het gebied, dat behoort tot het grotere geheel Kleine Netevallei, bestaat uit natte hooilanden, broekbossen en vijvers.
Het gebied herbergt een populatie van het zomerklokje, een plant die in Vlaanderen vrijwel nergens anders voorkomt. De blauwborst en de nachtegaal komen er voor en ook de moerassprinkhaan is hier aanwezig.